# Pray to God
Pray to God (literalmente Peça a Deus em português) é uma canção do DJ e produtor musical escocês Calvin Harris, de seu quarto álbum de estúdio, Motion (2014). A canção apresenta vocais do trio de rock americano Haim, e foi lançado em 6 de marco de 2015 como o quinto single do álbum. A canção fez sucesso comercial moderado, alcançando o top 10 na Austrália. A canção também aparece na compilação de 2015, Now That's What I Call Music! 90, apesar de só atingindo um máximo de #35 no UK Singles Chart.

## Faixas
- Digital download — remix[1]

1. "Pray to God" (featuring Haim) (Calvin Harris vs. Mike Pickering Hacienda remix) – 3:44

- Digital download — extended remix[2]

1. "Pray to God" (featuring Haim) (Calvin Harris vs. Mike Pickering Hacienda remix) – 7:33

- Remixes[3]

1. "Pray to God" (featuring Haim) [ R3hab Remix] – 4:31
2. "Pray to God" (featuring Haim) [Calvin Harris vs. Mike Pickering Hacienda Remix] - 3:43

## Créditos
Créditos adaptados do encarte de Motion:
- Calvin Harris – instrumentais, produção, composição
- Haim – composição, vocais
- Danielle Haim – guitarra
- Chris Galland – assistência de mixagem
- Manny Marroquin – mixagem
- Mike Marsh – masterização
- Ariel Rechtshaid – produção adicional, teclados

## Desempenho nas paradas
| Parada (2015)                                     | Melhor posição |
| ------------------------------------------------- | -------------- |
| Austrália (ARIA)                                  | 10             |
| Australia Dance (ARIA)                            | 3              |
| Áustria (Ö3 Austria Top 75)                       | 15             |
| Bélgica (Ultratip Bubbling Under de Flandres)     | 2              |
| Bélgica (Ultratop 50 da Valônia)                  | 36             |
| Canadá (Canadian Hot 100)                         | 68             |
| França (SNEP)                                     | 59             |
| O campo songid é OBRIGATÓRIO PARA PARADA ALEMÃ    | 23             |
| Hungria (Dance Top 40)                            | 17             |
| Hungria (Rádiós Top 40)                           | 3              |
| Hungria (Single Top 40)                           | 15             |
| Irlanda (IRMA)                                    | 21             |
| Líbano (OLT 20)                                   | 16             |
| Países Baixos (Dutch Top 40)                      | 25             |
| Países Baixos (Single Top 100)                    | 59             |
| Nova Zelândia (Recorded Music NZ)                 | 39             |
| Noruega (VG-lista)                                | 35             |
| Polónia (Dance Top 50)                            | 20             |
| Escócia (Scottish Singles Chart)                  | 25             |
| Suécia (Sverigetopplistan)                        | 71             |
| Suíça (Schweizer Hitparade)                       | 61             |
| Reino Unido (UK Singles Chart)                    | 35             |
| Reino Unido (UK Dance Chart)                      | 7              |
| Estados Unidos (Billboard Dance/Electronic Songs) | 8              |
| Estados Unidos (Billboard Dance Club Songs)       | 31             |
| Estados Unidos (Billboard Mainstream Top 40)      | 27             |

## Histórico de lançamentos
| Região         | Data                   | Formato                | Gravadora                       | Ref.   |
| -------------- | ---------------------- | ---------------------- | ------------------------------- | ------ |
| Reino Unido    | 2 de fevereiro de 2015 | Contemporary hit radio | Deconstruction Fly Eye Columbia | [ 29 ] |
| Irlanda        | 6 de março de 2015     | Download digital       | Deconstruction Fly Eye Columbia | [ 1 ]  |
| Reino Unido    | 9 de março de 2015     | Download digital       | Deconstruction Fly Eye Columbia | [ 30 ] |
| Itália         | 27 de março de 2015    | Radio airplay          | Sony Records                    | [ 31 ] |
| Estados Unidos | 21 de abril de 2015    | Mainstream radio       | Columbia                        | [ 32 ] |